# Sheppardia aurantiithorax
Sheppardia aurantiithorax là một loài chim trong họ Muscicapidae.